# Maya Haddad
Maya Haddad (* 14. März 1988 in Berlin) ist eine deutsche Schauspielerin.

## Leben
Haddad ist in Berlin-Neukölln als Tochter einer deutschen Mutter und eines libanesischen Vaters geboren. Sie besuchte die Waldorfschule in Berlin-Kreuzberg. Ihr Fernsehdebüt hatte sie 2001 in dem Fernsehfilm Beim nächsten Coup wird alles anders. 2005 wirkte sie in einer Folge der ZDF-Serie Sabine!! mit. Größere Bekanntheit erlangte sie durch ihre Rolle als Fatma Arkadas in der RTL-Sitcom Alle lieben Jimmy. Sie studierte von 2009 bis 2013 Schauspiel an der Hochschule für Musik, Theater und Medien Hannover und trat während ihres Studiums im Staatsschauspiel Hannover auf. Seit 2013/14 ist Haddad Teil des Schauspielensembles des Theaters Bonn.  Seit der neunten Staffel spielt Haddad die Rolle der jungen und sehr modernen Försterin Dina Estili in der ARD-Serie Tiere bis unters Dach.

## Theater (Auswahl)

### Schauburg München
- 2023: Zugvögel (als Nisha). Von Mike Kenny. Inszenierung: Andrea Gronemeyer[7][8][9]

### Residenztheater München
- 2024: Pygmalion (als Pearce). Nach George Bernard Shaw. Inszenierung: Amir Reza Koohestani und Mahin Sadri[10][11][12][13][14]

## Filmografie (Auswahl)
- 2001: Beim nächsten Coup wird alles anders (Fernsehserie, 5 Folgen)
- 2005: Sabine!! (Fernsehserie, 2 Folgen)
- 2006–2007: Alle lieben Jimmy (Fernsehserie, 16 Folgen)
- 2012: Der Mann, der alles kann
- 2015: Ein Fall für zwei – Die chinesische Mauer (Fernsehserie)
- 2018: SOKO München – Treue bis in den Tod (Fernsehserie)
- 2018: Polizeiruf 110 – Starke Schultern (Fernsehserie)
- 2019–2020: Gipfelstürmer – Das Berginternat (Fernsehserie, 5 Folgen)
- 2019: Frühling – Lieb mich, wenn du kannst (Fernsehserie)
- 2019: Notruf Hafenkante – Magische Wahrheit (Fernsehserie)
- 2020: Der Beischläfer (Fernsehserie, 7 Folgen)
- 2020: Inga Lindström – Das gestohlene Herz (Fernsehfilm)
- 2020: SOKO München – Countdown (Fernsehserie)
- 2021: In aller Freundschaft – Versägt (Fernsehserie)
- 2021: Die Chefin – Söhne (Fernsehserie)
- 2022: Schon tausendmal berührt (Fernsehfilm)
- 2022: Der Alte – Folge 444: Ein Tag im Leben
- 2022: Der Staatsanwalt – Die letzte Absage (Fernsehserie)
- 2022–2024: Tiere bis unters Dach (Fernsehserie, 24 Folgen)
- 2022: Was man von hier aus sehen kann
- 2022: Riesending – Jede Stunde zählt (Fernsehfilm)
- 2025: In aller Freundschaft – Die jungen Ärzte – Weiterziehen (Fernsehserie)